# Rachicerus picticornis
Rachicerus picticornis är en tvåvingeart som först beskrevs av Kertesz 1923.  Rachicerus picticornis ingår i släktet Rachicerus och familjen vedflugor.
Artens utbredningsområde är Costa Rica. Inga underarter finns listade i Catalogue of Life.